# Trigonophora crassicornis
Trigonophora crassicornis är en fjärilsart som beskrevs av Charles Oberthür 1918. Trigonophora crassicornis ingår i släktet Trigonophora och familjen nattflyn. Inga underarter finns listade i Catalogue of Life.